# Onthophagus cavifrons
Onthophagus cavifrons är en skalbaggsart som beskrevs av Edgar von Harold 1886. Onthophagus cavifrons ingår i släktet Onthophagus och familjen bladhorningar. Inga underarter finns listade i Catalogue of Life.